# Rata de les arrels africana
La rata de les arrels africana (Tachyoryctes splendens) és una espècie de la família dels espalàcids. Viu a Burundi, la República Democràtica del Congo, Etiòpia, Kenya, Ruanda, Somàlia, Tanzània i Uganda. Ocupa una gran varietat d'hàbitats, que van des dels boscos humits tropicals i els boscos oberts fins a les sabanes, els herbassars i els camps de conreu. És una espècie en risc mínim, és a dir, no sembla que hi hagi cap amenaça significativa per a la seva supervivència. En el passat es reconeixia gairebé una quinzena d'espècies dins el gènere Tachyoryctes, però una sèrie d'estudis publicats a principis del segle xxi desembocaren en la sinonimització de totes les espècies tret de T. macrocephalus amb T. splendens.